# Tourenwagen-Weltmeisterschaft 2016
Die Tourenwagen-Weltmeisterschaft 2016 (offiziell FIA World Touring Car Championship 2016, kurz WTCC) war die 13. Saison der Tourenwagen-Weltmeisterschaft (WTCC) und die zwölfte seit dem Wiederbeginn der Serie 2005.

## Teams und Fahrer
| Team                            | Fahrzeug                | Nr. | Fahrer              | Rennwochenende |
| ------------------------------- | ----------------------- | --- | ------------------- | -------------- |
| LADA Sport Rosneft              | LADA Vesta WTCC         | 02  | Gabriele Tarquini   | 1–11           |
| LADA Sport Rosneft              | LADA Vesta WTCC         | 07  | Hugo Valente        | 1–11           |
| LADA Sport Rosneft              | LADA Vesta WTCC         | 10  | Nicky Catsburg      | 1–11           |
| Sébastien Loeb Racing           | Citroën C-Elysée WTCC   | 03  | Tom Chilton         | 1–11           |
| Sébastien Loeb Racing           | Citroën C-Elysée WTCC   | 11  | Grégoire Demoustier | 1–11           |
| Sébastien Loeb Racing           | Citroën C-Elysée WTCC   | 25  | Mehdi Bennani       | 1–11           |
| Honda Racing Team JAS           | Honda Civic WTCC        | 05  | Norbert Michelisz   | 1–11           |
| Honda Racing Team JAS           | Honda Civic WTCC        | 12  | Rob Huff            | 1–11           |
| Honda Racing Team JAS           | Honda Civic WTCC        | 18  | Tiago Monteiro      | 1–11           |
| Honda Racing Team JAS           | Honda Civic WTCC        | 34  | Ryō Michigami       | 9              |
| ALL-INKL.COM Münnich Motorsport | Chevrolet RML Cruze TC1 | 08  | Sabine Schmitz      | 5              |
| ALL-INKL.COM Münnich Motorsport | Chevrolet RML Cruze TC1 | 15  | James Thompson      | 2, 4, 6–11     |
| ALL-INKL.COM Münnich Motorsport | Chevrolet RML Cruze TC1 | 77  | René Münnich        | 1, 3           |
| ROAL Motorsport                 | Chevrolet RML Cruze TC1 | 09  | Tom Coronel         | 1–11           |
| Campos Racing                   | Chevrolet RML Cruze TC1 | 27  | John Filippi        | 1–11           |
| Campos Racing                   | Chevrolet RML Cruze TC1 | 86  | Esteban Guerrieri   | 8              |
| Citroën Racing                  | Citroën C-Elysée WTCC   | 37  | José María López    | 1–11           |
| Citroën Racing                  | Citroën C-Elysée WTCC   | 68  | Yvan Muller         | 1–11           |
| Zengõ Motorsport                | Honda Civic WTCC        | 55  | Ferenc Ficza        | 1–11           |
| Zengõ Motorsport                | Honda Civic WTCC        | 99  | Dániel Nagy         | 1–11           |
| Polestar Cyan Racing            | Volvo S60 TC1           | 61  | Fredrik Ekblom      | 1–6, 10        |
| Polestar Cyan Racing            | Volvo S60 TC1           | 62  | Thed Björk          | 1–11           |
| Polestar Cyan Racing            | Volvo S60 TC1           | 63  | Robert Dahlgren     | 7, 8, 11       |
| Polestar Cyan Racing            | Volvo S60 TC1           | 81  | Nestor Girolami     | 9              |
| NIKA Racing                     | Honda Civic WTCC        | 89  | John Bryant-Meisner | 1–11           |

## Kompensationsgewicht
| Verteilung der Zusatzgewichte | Gemittelter zeitlicher Abstand zum Referenzfahrzeug* | Gemittelter zeitlicher Abstand zum Referenzfahrzeug* | Gemittelter zeitlicher Abstand zum Referenzfahrzeug* | Gemittelter zeitlicher Abstand zum Referenzfahrzeug* | Gemittelter zeitlicher Abstand zum Referenzfahrzeug* | Gemittelter zeitlicher Abstand zum Referenzfahrzeug* | Gemittelter zeitlicher Abstand zum Referenzfahrzeug* | Gemittelter zeitlicher Abstand zum Referenzfahrzeug* | Gemittelter zeitlicher Abstand zum Referenzfahrzeug* | Gemittelter zeitlicher Abstand zum Referenzfahrzeug* | Gemittelter zeitlicher Abstand zum Referenzfahrzeug* |
| Verteilung der Zusatzgewichte | 0,0s                                                 | +0,1s                                                | +0,2s                                                | +0,3s                                                | +0,4s                                                | +0,5s                                                | +0,6s                                                | +0,7s                                                | > +0,8s                                              | max                                                  | min                                                  |
| ----------------------------- | ---------------------------------------------------- | ---------------------------------------------------- | ---------------------------------------------------- | ---------------------------------------------------- | ---------------------------------------------------- | ---------------------------------------------------- | ---------------------------------------------------- | ---------------------------------------------------- | ---------------------------------------------------- | ---------------------------------------------------- | ---------------------------------------------------- |
| Verteilung der Zusatzgewichte | +80 kg                                               | +70 kg                                               | +60 kg                                               | +50 kg                                               | +40 kg                                               | +30 kg                                               | +20 kg                                               | +10 kg                                               | ±0kg                                                 | +80 kg                                               | ±0kg                                                 |
| Verteilung der Zusatzgewichte | * Bezogen auf die vorherigen 3 Veranstaltungen       |                                                      |                                                      |                                                      |                                                      |                                                      |                                                      |                                                      |                                                      |                                                      |                                                      |

| Fahrzeug                | FRA    | SVK    | HUN    | MAR    | GER    | RUS    | POR    | ARG    | JPN    | CHN    | QAT    |
| ----------------------- | ------ | ------ | ------ | ------ | ------ | ------ | ------ | ------ | ------ | ------ | ------ |
| Citroën C-Elysée WTCC   | +80 kg | +80 kg | +80 kg | +80 kg | +80 kg | +80 kg | +80 kg | +80 kg | +80 kg | +80 kg | +80 kg |
| Honda Civic WTCC        | 0 kg   | 0 kg   | +70 kg | +40 kg | +40 kg | +30 kg | +60 kg | +60 kg | +80 kg | +60 kg | +30 kg |
| Chevrolet RML Cruze TC1 | 0 kg   | 0 kg   | 0 kg   | 0 kg   | 0 kg   | 0 kg   | +10 kg | 0 kg   | +10 kg | 0 kg   | 0 kg   |
| Lada Vesta WTCC         | 0 kg   | 0 kg   | +50 kg | +30 kg | +40 kg | +20 kg | +70 kg | +50 kg | +50 kg | 0 kg   | 0 kg   |
| Volvo S60 Polestar TC1  | 0 kg   | 0 kg   | 0 kg   | 0 kg   | 0 kg   | 0 kg   | 0 kg   | 0 kg   | 0 kg   | 0 kg   | 0 kg   |

## Rennkalender
Der Rennkalender umfasst 11 Veranstaltungen mit je zwei Rennen. Im Vergleich zum Vorjahr sollte es bei den Veranstaltungen eigentlich keine Veränderungen geben, während der Saison wurde jedoch das Rennen in Buriram abgesagt.
| Nr. | Nr. | Datum         | Rennname / Ort                    | Sieger            | Zweiter           | Dritter           |
| --- | --- | ------------- | --------------------------------- | ----------------- | ----------------- | ----------------- |
| 01  | 01  | 03. April     | Race of France (Le Castellet)     | Rob Huff          | Mehdi Bennani     | Norbert Michelisz |
| 01  | 02  | 03. April     | Race of France (Le Castellet)     | José María López  | Tiago Monteiro    | Norbert Michelisz |
| 02  | 03  | 17. April     | Race of Slovakia (Orechová Potôň) | Tiago Monteiro    | Mehdi Bennani     | Rob Huff          |
| 02  | 04  | 17. April     | Race of Slovakia (Orechová Potôň) | José María López  | Tiago Monteiro    | Nicky Catsburg    |
| 03  | 05  | 24. April     | Race of Hungary (Mogyoród)        | Mehdi Bennani     | Tom Chilton       | Nicky Catsburg    |
| 03  | 06  | 24. April     | Race of Hungary (Mogyoród)        | José María López  | Yvan Muller       | Tiago Monteiro    |
| 04  | 07  | 08. Mai       | Race of Morocco (Marrakesch)      | Tom Coronel       | José María López  | Yvan Muller       |
| 04  | 08  | 08. Mai       | Race of Morocco (Marrakesch)      | José María López  | Yvan Muller       | Gabriele Tarquini |
| 05  | 09  | 28. Mai       | Race of Germany (Nürburg)         | José María López  | Tom Chilton       | Norbert Michelisz |
| 05  | 10  | 28. Mai       | Race of Germany (Nürburg)         | José María López  | Norbert Michelisz | Tom Chilton       |
| 06  | 11  | 12. Juni      | Race of Russia (Wolokolamsk)      | Gabriele Tarquini | Nicky Catsburg    | Yvan Muller       |
| 06  | 12  | 12. Juni      | Race of Russia (Wolokolamsk)      | Nicky Catsburg    | Gabriele Tarquini | Norbert Michelisz |
| 07  | 13  | 26. Juni      | Race of Portugal (Vila Real)      | Tom Coronel       | Tom Chilton       | Nicky Catsburg    |
| 07  | 14  | 26. Juni      | Race of Portugal (Vila Real)      | Tiago Monteiro    | Yvan Muller       | Norbert Michelisz |
| 08  | 15  | 07. August    | Race of Argentina (Río Hondo)     | Tom Chilton       | Rob Huff          | Yvan Muller       |
| 08  | 16  | 07. August    | Race of Argentina (Río Hondo)     | José María López  | Tom Coronel       | Rob Huff          |
| 09  | 17  | 04. September | Race of Japan (Motegi)            | Norbert Michelisz | Rob Huff          | Tiago Monteiro    |
| 09  | 18  | 04. September | Race of Japan (Motegi)            | Yvan Muller       | José María López  | Tiago Monteiro    |
| 10  | 19  | 25. September | Race of China (Shanghai)          | Thed Björk        | Norbert Michelisz | Yvan Muller       |
| 10  | 20  | 25. September | Race of China (Shanghai)          | José María López  | Yvan Muller       | Mehdi Bennani     |
| 11  | 21  | 25. November  | Race of Qatar (Doha)              | Gabriele Tarquini | Tom Chilton       | Rob Huff          |
| 11  | 22  | 25. November  | Race of Qatar (Doha)              | Mehdi Bennani     | Thed Björk        | José María López  |

## Weltmeisterschaftsstände

### Fahrerwertung
Weltmeister wird derjenige Fahrer, der bis zum Saisonende am meisten Punkte in der Fahrerwertung ansammelte. Bei der Punkteverteilung für die Fahrerwertung werden die Platzierungen im Gesamtergebnis des jeweiligen Rennens berücksichtigt. Die zehn erstplatzierten Fahrer jedes Rennens erhalten Punkte nach folgendem Schema:
| Punkteverteilung | Punkteverteilung | Punkteverteilung | Punkteverteilung | Punkteverteilung | Punkteverteilung | Punkteverteilung | Punkteverteilung | Punkteverteilung | Punkteverteilung | Punkteverteilung |
| ---------------- | ---------------- | ---------------- | ---------------- | ---------------- | ---------------- | ---------------- | ---------------- | ---------------- | ---------------- | ---------------- |
| Platz            | 1                | 2                | 3                | 4                | 5                | 6                | 7                | 8                | 9                | 10               |
| Punkte           | 25               | 18               | 15               | 12               | 10               | 8                | 6                | 4                | 2                | 1                |

Zudem wurden für das Qualifying Punkte an die ersten fünf Piloten nach dem Schema 5-4-3-2-1 vergeben.
| Pos. | Fahrer            | FRA | FRA | SVK | SVK  | HUN | HUN | MAR | MAR | GER | GER  | RUS | RUS | POR | POR | ARG | ARG | JPN | JPN | CHN | CHN | QAT | QAT | Punkte |
| Pos. | Fahrer            | R1  | R2  | R1  | R2   | R1  | R2  | R1  | R2  | R1  | R2   | R1  | R2  | R1  | R2  | R1  | R2  | R1  | R2  | R1  | R2  | R1  | R2  | Punkte |
| ---- | ----------------- | --- | --- | --- | ---- | --- | --- | --- | --- | --- | ---- | --- | --- | --- | --- | --- | --- | --- | --- | --- | --- | --- | --- | ------ |
| 01   | J. López          | 6   | 1   | 5   | 13   | 13  | 1   | 2   | 1   | 1   | 1    | 5   | 8   | 5   | 5   | 5   | 1   | 4   | 21  | 4   | 1   | 9   | 3   | 381    |
| 02   | Y. Muller         | 13  | 43  | 7   | 51   | 12  | 2   | 3   | 23  | DNF | DNS2 | 3   | 11  | 9   | 2   | 3   | 54  | 5   | 12  | 3   | 23  | 4   | 64  | 257    |
| 03   | T. Monteiro       | 4   | 2   | 1   | 2    | 11  | 34  | DSQ | DSQ | DNF | DNS  | 6   | 5   | 10  | 1   | 4   | 4   | 3   | 34  | 10  | 8   | DNF | 5   | 214    |
| 04   | N. Michelisz      | 3   | 3   | 6   | 4    | DNS | 10  | DSQ | DSQ | 3   | 24   | 10  | 35  | 8   | 3   | 6   | 82  | 1   | 8   | 2   | 11  | 5   | 45  | 213    |
| 05   | M. Bennani        | 2   | 8   | 2   | 6    | 1   | 8   | 6   | 5   | 5   | 5    | 9   | 10  | 4   | 8   | 8   | 7   | 15  | 43  | 11  | 34  | 16  | 1   | 206    |
| 06   | R. Huff           | 1   | 6   | 3   | 14*5 | 10  | 63  | DSQ | DSQ | 4   | 4    | 7   | 4   | 6   | 4   | 2   | 3   | 2   | 9   | 9   | 13  | 3   | 8   | 199    |
| 07   | N. Catsburg       | 8   | 5   | 10  | 32   | 3   | 13  | DNF | 72  | 9   | 6    | 2   | 1   | 3   | 7   | 13  | 12  | 7   | 11  | 5   | 42  | 8   | 14  | 175    |
| 08   | T. Chilton        | 11  | 9   | 8   | 7    | 2   | 5   | 5   | DSQ | 2   | 35   | 14  | 16  | 2   | 10  | 1   | 9   | 8   | 65  | DNF | 9   | 2   | DNF | 163    |
| 09   | G. Tarquini       | DNF | DNF | 4   | 13   | 5   | DNF | 4   | 3   | 7   | 9    | 1   | 2   | 12  | 13  | 14  | 13  | 10  | 10  | 16* | 5   | 1   | 7   | 147    |
| 10   | T. Björk          | 7   | DNF | DSQ | DSQ  | 15  | 45  | 9   | 105 | DNF | 8    | DNF | 15  | 7   | 6   | 11  | 14  | 6   | 7   | 1   | 75  | 6   | 2   | 117    |
| 11   | T. Coronel        | 9   | 114 | 14  | 9    | 14  | 72  | 1   | 84  | DNF | DNS3 | 12  | DNF | 1   | 16  | 7   | 23  | 17  | 14  | 7   | 10  | 12  | 9   | 111    |
| 12   | H. Valente        | 5   | 7   | 11  | DNF  | 6   | 9   | DNF | 4   | 6   | 10   | 4   | 73  | DNF | 9   | DNF | DNF | DNF | 13  | 6   | 12  | DNF | DNF | 78     |
| 13   | F. Ekblom         | NC  | 10  | 9   | 8    | 4   | 11  | 7   | 11  | 8   | 7    | 13  | 12  |     |     |     |     |     |     | 8   | 6   |     |     | 47     |
| 14   | J. Thompson       |     |     | 15  | 11   |     |     | DNF | 6   |     |      | 8   | 64  | 11  | 11  | 9   | 11  | 12  | 12  | 12  | 14  | 10  | 10  | 26     |
| 15   | N. Girolami       |     |     |     |      |     |     |     |     |     |      |     |     |     |     |     |     | 9   | 5   |     |     |     |     | 12     |
| 16   | G. Demoustier     | 10  | 13  | 12  | 12   | 7   | DNF | 8   | DNF | 11  | 14   | 16  | 13  | 16  | 12  | 12  | 15  | 16  | 15  | 13  | 17  | 15  | 12  | 11     |
| 17   | E. Guerrieri      |     |     |     |      |     |     |     |     |     |      |     |     |     |     | DNF | 65  |     |     |     |     |     |     | 9      |
| 18   | J. Filippi        | 12  | 12  | 13  | 10   | 8   | 12  | DNF | 9   | DNF | 12   | 11  | 14  | 15  | 14  | 10  | 10  | 13  | 16  | DNF | 15  | 14  | 13  | 9      |
| 19   | R. Dahlgren       |     |     |     |      |     |     |     |     |     |      |     |     | 13  | DNF | 16  | 16  |     |     |     |     | 7   | DNF | 6      |
| 20   | F. Ficza          | DNQ | DNQ | DNF | DNS  | DSQ | DSQ | DSQ | DSQ | 12  | 13   | 15  | 9   | 14  | 15  | WD  | WD  | NC  | 18  | 14  | 16  | 13  | 11  | 2      |
| 21   | R. Münnich        | 14  | DNF |     |      | 9   | 14  |     |     |     |      |     |     |     |     |     |     |     |     |     |     |     |     | 2      |
| 22   | S. Schmitz        |     |     |     |      |     |     |     |     | 10  | 11   |     |     |     |     |     |     |     |     |     |     |     |     | 1      |
| –    | R. Michigami      |     |     |     |      |     |     |     |     |     |      |     |     |     |     |     |     | 11  | 17  |     |     |     |     | 0      |
| –    | D. Nagy           | DNP | DNP | DNA | DNA  | DNA | DNA | DNA | DNA | DNA | DNA  | DNA | DNA | 17  | DNF | 15  | 17  | 14  | 19  | 15  | 18  | 11  | 15  | 0      |
| –    | J. Bryant‑Meisner | DNA | DNA | DNA | DNA  | DNA | DNA | DNA | DNA | DNA | DNA  | DNA | DNA | DNA | DNA | DNA | DNA | DNA | DNA | DNA | DNA | DNA | DNA | 0      |
| Pos. | Fahrer            | FRA | FRA | SVK | SVK  | HUN | HUN | MAR | MAR | GER | GER  | RUS | RUS | POR | POR | ARG | ARG | JPN | JPN | CHN | CHN | QAT | QAT | Punkte |

Legende
| Legende  | Legende            | Legende                                                          |
| Farbe    | Abkürzung          | Bedeutung                                                        |
| -------- | ------------------ | ---------------------------------------------------------------- |
| Gold     | –                  | Sieg                                                             |
| Silber   | –                  | 2. Platz                                                         |
| Bronze   | –                  | 3. Platz                                                         |
| Grün     | –                  | Platzierung in den Punkten                                       |
| Blau     | –                  | Klassifiziert außerhalb der Punkteränge                          |
| Violett  | DNF                | Rennen nicht beendet (did not finish)                            |
| Violett  | NC                 | nicht klassifiziert (not classified)                             |
| Rot      | DNQ                | nicht qualifiziert (did not qualify)                             |
| Rot      | DNPQ               | in Vorqualifikation gescheitert (did not pre-qualify)            |
| Schwarz  | DSQ                | disqualifiziert (disqualified)                                   |
| Weiß     | DNS                | nicht am Start (did not start)                                   |
| Weiß     | WD                 | zurückgezogen (withdrawn)                                        |
| Hellblau | PO                 | nur am Training teilgenommen (practiced only)                    |
| Hellblau | TD                 | Freitags-Testfahrer (test driver)                                |
| ohne     | DNP                | nicht am Training teilgenommen (did not practice)                |
| ohne     | INJ                | verletzt oder krank (injured)                                    |
| ohne     | EX                 | ausgeschlossen (excluded)                                        |
| ohne     | DNA                | nicht erschienen (did not arrive)                                |
| ohne     | C                  | Rennen abgesagt (cancelled)                                      |
| ohne     | keine WM-Teilnahme |                                                                  |
| sonstige | P/fett             | Pole-Position                                                    |
| sonstige | 1/2/3/4/5/6/7/8    | Punktplatzierung im Sprint-/Qualifikationsrennen                 |
| sonstige | SR/kursiv          | Schnellste Rennrunde                                             |
| sonstige | *                  | nicht im Ziel, aufgrund der zurückgelegten Distanz aber gewertet |
| sonstige | ()                 | Streichresultate                                                 |
| sonstige | unterstrichen      | Führender in der Gesamtwertung                                   |

- 1: Erster im Qualifying, 2: Zweiter im Qualifying,...